# عمرشال
عمرشال، روستایی از توابع بخش مرکزی شهرستان بانه در استان کردستان ایران است.

## جمعیت
این روستا در دهستان شوی قرار دارد و براساس سرشماری مرکز آمار ایران در سال ۱۳۸۵، جمعیت آن ۲۳۹ نفر (۴۴خانوار) بوده‌است.